# Confederación General del Trabajo - Fuerza Obrera
La Confederación General del Trabajo - Fuerza Obrera (en francés: Confédération Générale du Travail - Force Ouvrière, CGT-FO) o, simplemente, Fuerza Obrera (FO) es una de las cinco principales centrales sindicales de Francia. Es la tercera en número de afiliados después de la CGT y la CFDT. Su actual secretario general es Frédéric Souillot.
Fuerza Obrera fue fundada en 1948 por antiguos miembros de la Confederación General del Trabajo que se oponían a la influencia del Partido Comunista Francés sobre la federación. Gracias a su posición anticomunista y favorable a la Alianza Atlántica, recibió financiación de los gobiernos de Francia y Estados Unidos.
Fuerza Obrera es miembro de la Confederación Europea de Sindicatos.[cita requerida]

## Historia
Tras la Segunda Guerra Mundial, miembros del Partido Comunista Francés consiguieron una influencia considerable en la Confederación General del Trabajo (CGT), controlando 21 de sus 30 federaciones. Algunas figuras veteranas como Robert Bothereau y el anterior secretario general, Léon Jouhaux, se oponían a la influencia comunista, que consideraban una amenaza a la posición independiente de los sindicatos. Entonces fundaron el periódico Fuerza obrera. En el otoño de 1947, una huelga general dividió a la CGT. Los ministros comunistas fueron excluidos del gobierno por el socialista Paul Ramadier.[cita requerida] Léon Jouhaux abandonó la CGT en diciembre, seguido de las minorías del sindicato.
En abril de 1948 fundan el nuevo sindicato dirigido por Léon Jouhaux, Confederación General del Trabajo - Fuerza Obrera (CGT-FO). Reclamaban volver a los valores establecidos en la Carta de Amiens de 1906: reformismo e independencia política. Su posición a favor de la democracia liberal, la Alianza Atlántica, el proceso de construcción europea, así como su anticomunismo, le facilitaría recibir financiación de los gobiernos de Francia y Estados Unidos.
Para 1950 la CGT-FO contaba con unos 350 000 afiliados, principalmente en el sector público, convirtiéndose en el tercer sindicato francés después de la CGT y la CFDT. Aunque la mayoría de sus dirigentes eran socialistas, la CGT-FO era el más heterogéneo ideológicamente. Su oposición al Partido Comunista Francés fue el elemento de cohesión para reformistas y minorías gaullistas, anarcosindicalistas y trotskistas.
En 1954 Robert Bothereau asumió la dirigencia del sindicato, que mantendría hasta 1963. En 1955, el papel de la CGO-FO y la CFDT ayudó a conseguir la tercera semana de vacaciones pagadas y las pensiones complementarias.
En febrero de 1956 las ramas africanas de CGT-FO se convirtieron en una organización independiente, la Confederación Africana de Sindicatos Libres.
En 1963 André Bergeron se convirtió en líder de la confederación. A partir de entonces los vínculos entre CGT-FO y la Sección Francesa de la Internacional Obrera (SFIO) se redujeron. Si bien Bergeron era miembro de la SFIO, también fue considerado un socio de la patronal y los gobiernos de derecha.[cita requerida]
CGT-FO fue hostil ante las movilizaciones estudiantiles de mayo de 1968.
En los años 1970, los líderes de CGT-FO eran tenían reticencias sobre la estrategia de los socialistas y su alianza con el Partido Comunista. Entonces criticaron la nominación de ministros comunistas en 1981. Tras la elección de François Mitterrand, CGT-FO se presentó como la única confederación sindical independiente.[cita requerida]
En 1989, Marc Blondel fue elegido secretario general de la CGT-FO. Apoyado por una facción trotskista, adoptó una actitud más combativa. En 1995 participó en el conflicto social contra los planes de reforma del estado de bienestar de Alain Juppé y mejoró relaciones con la CGT.[cita requerida]
En 2003, Blondel llamó a una huelga general contra el plan de reforma de las pensiones.[cita requerida]
En 2006 Jean-Claude Mailly fue elegido secretario general de CGT-FO. Bajo su dirección se dejan atrás las posiciones anticomunistas. En 2006 CGT-FO participó en la campaña contra la Ley de contrato del primer empleo de Francia.[cita requerida]
En 2018 Pascal Pavageau sucede a Jean-Claude Mailly como Secretario General, pero dimite y el 22 de noviembre de 2018, Yves Veyrier fue nombrado Secretario General.
En 2022 Frédéric Souillot fue elegido secretario general de CGT-FO.

## Apoyo de la CIA
En 1967, Thomas Braden, anterior director de operaciones encubiertas de la Agencia Central de Inteligencia (CIA), filtró la relación de la agencia con Fuerza Obrera.
La administración de Reagan continuó el financiando a Fuerza Obrera a través de la Fundación Nacional para la Democracia.[cita requerida]